# 布勒內什蒂鄉 (伊爾福夫縣)
44°27′N 26°20′E / 44.450°N 26.333°E
布勒內什蒂鄉（羅馬尼亞語：Comuna Brănești, Ilfov），是羅馬尼亞的鄉份，位於該國南部，由伊爾福夫縣負責管轄，面積54平方公里，海拔高度71米，2007年人口8,167，人口密度每平方公里151人。